# Молодиковщина (Решетиловский район)
Молодиковщина (укр. Молодиківщина) — село,
Новомихайловский сельский совет,
Решетиловский район,
Полтавская область,
Украина.
Код КОАТУУ — 5324282803. Население по переписи 2001 года составляло 225 человек.
Найдена на трехверстовке Полтавской области. Военно-топографическая карта.1869 года 

## Географическое положение
Село Молодиковщина находится на берегах реки Говтва,
выше по течению на расстоянии в 2 км расположено село Тищенки (Шишацкий район),
ниже по течению примыкает село Новая Михайловка.